# Oreste (Iliade)
Oreste (greco, Ὀρέστης), figura mitologica dell'Iliade, è il nome portato da due combattenti di opposto schieramento nella guerra di Troia, l'uno acheo e l'altro troiano.
L'Oreste acheo, noto per le sue qualità nel domare i cavalli, venne ucciso dall'eroe troiano Ettore, assistito da Ares.
Il secondo Oreste fu ucciso dall'acheo Leonteo durante l'assalto alle mura di Troia.
()